# Лістер (гора)
Лістер (англ. Mount Lister) — гора в Антарктиді, найвища вершина хребта Королівського товариства, який розташований у Трансантарктичних горах. Її висота становить 4025 м над рівнем моря.

## Географія
Гора Лістер являє собою доволі великий гірський масив. Вона розташована у Східній Антарктиді, у Землі Вікторії, в центральній частині хребта Королівського товариства, який в свою чергу є складовою частиною гірської системи Трансантарктичних гір. Висота вершини становить 4025 м над рівнем моря, відносна висота — 2325 м. Гора знаходиться за 535 км на північ від найближчої вищої гори Маркем (4350 м), та за 2,9 км на північ — північний захід від гори Гукер (3835 м).
Із південних та західних схилів масиву сповзає доволі великий льодовик Еммануель, який впадає у льодовик Феррар. Більш менші льодовики: Карлтон та Лістер сповзають із північних схилів, при цьому перший впадає в льодовик Еммануель, а другий — в льодовик Блу.

## Відкриття
Гора була виявлена учасниками Британської національної антарктичної експедиції 1901—1904 років (Діскавери), під керівництвом Роберта Скотта і була названа на честь лорда Джозефа Лістера — видатного англійського хірурга, президента Королівського товариства 1895–1900 років.